# ママロネック
ママロネック（Mamaroneck）は、アメリカ合衆国ニューヨーク州のウェストチェスター郡にある町。
人口は3万1758人（2020年）。マンハッタンの北東30キロメートル、ロングアイランド湾に面している。町域の中にママロネック村とラーチモント村、国勢調査指定地域を含んでいる。また、名門ウィングドフットゴルフクラブが立地していることでも知られている。
歴史的には海岸のリゾートとして開発されたが、現在はニューヨークの郊外都市である。鉄道はメトロノース鉄道のママロネック駅とラーチモント駅が利用できる。アムトラックの列車は停車しない。

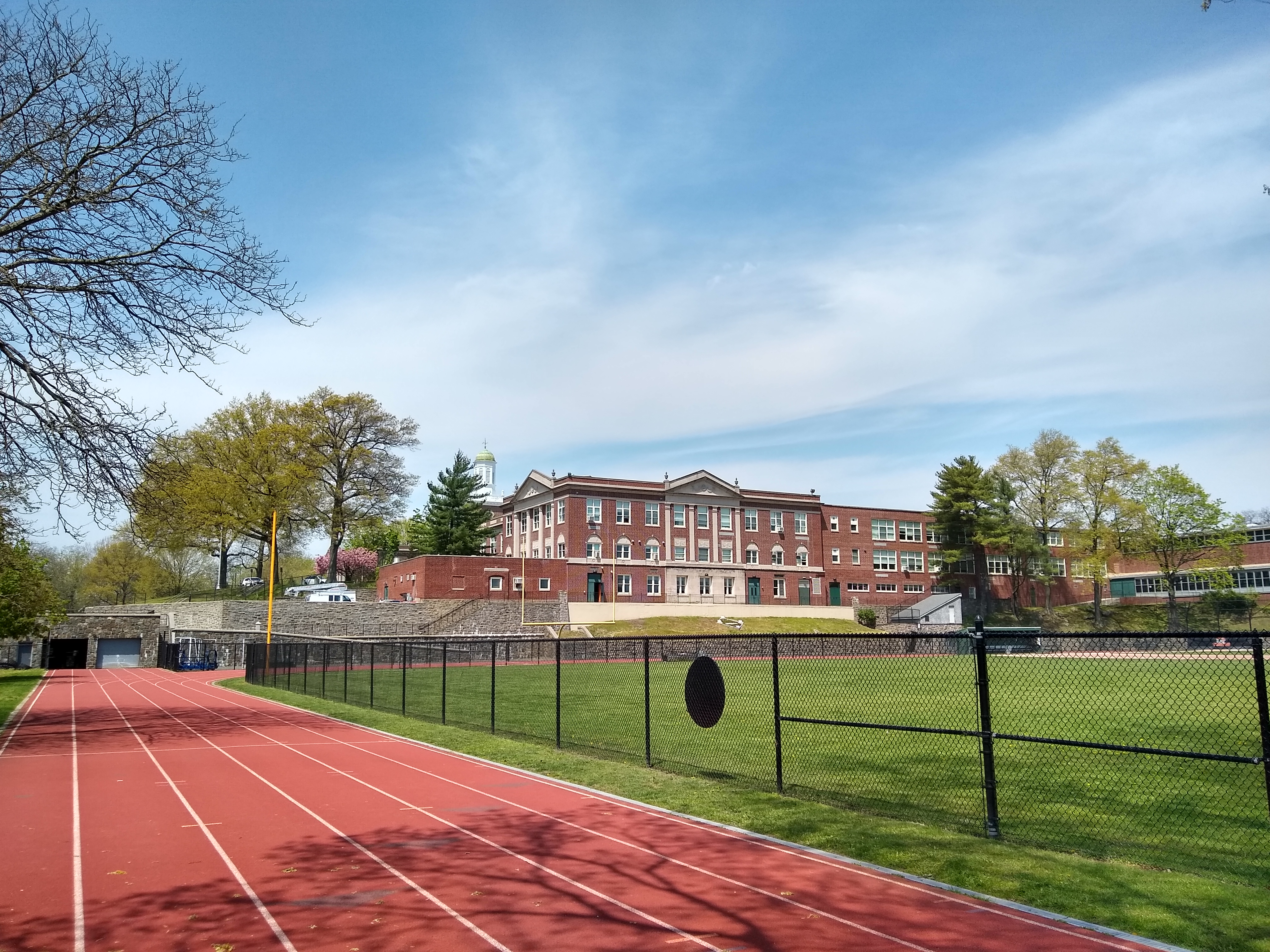
ママロネック高校